# Lâu đài Cisy
Lâu đài Cisy là một lâu đài đổ nát thời trung cổ trên sườn đồi gần làng Cieszów, ở Gmina Stare Bogaczowice (một đô thị), hạt Wałbrzych, Lower Silesian Voivodeship, Ba Lan.

## Lịch sử
Các nguồn tin mâu thuẫn với nhau (và đôi khi cũng có mâu thuẫn trong một nguồn tin) về các chi tiết lịch sử và không dễ để hòa giải. Dường như đã có một số thành trì ở khu vực từ thế kỷ thứ X hoặc XI. Ngày xây dựng lâu đài Cisy là không chắc chắn. Vì vậy, cũng là ngày đề cập lịch sử đầu tiên của nó; trong đó các nguồn khác nhau nói 1240, 1243, 1264, và 1327.
Theo một số lời giải thích, việc xây dựng đã được bắt đầu dưới thời Bolko I the Strict (1252/56 - 1301) của ngôi nhà Piast, và được hoàn thành dưới thời cháu nội của ông là Bolko II the Small (k. 1312  - 1368). Theo một lời giải thích khác, năm 1355 Bolko II đã chiếm được lâu đài từ các hiệp sĩ cướp. Theo nguyên nhân thứ ba, lâu đài được xây dựng bởi Bolko I vào đầu thế kỷ XIII và XIV, nó đã bị bắt bởi các hiệp sĩ cướp, và sau đó nó đã bị Bolko II chiếm lại.. Mục đích của nó tương tự như các lâu đài ở Rogowiec Castle, Grodno, Zamek Castle, Nowy Dwór Castle  và Stary Książ Castle: để bảo vệ biên giới phía tây của bộ đôi Piast của Świdnica và Jawor. Lâu đài đạt được danh tiếng lớn nhất vào cuối thế kỷ XIV, khi Nikel Bolcze, castellan của Strzegom, sống ở đó, và thường được Agnes (1322-1392), góa phụ của Bolko II,, người thừa kế lâu đài từ anh.
Các lâu đài tiếp theo được chuyển sang quyền sở hữu của Bohemian. Như đã đề cập, các nguồn đang xung đột. (1) Theo lời giải thích, quyền sở hữu lâu đài được thông qua theo thỏa thuận trước sau cái chết của Nikel và Agnes cho chủ sở hữu mới nhưng chưa xác định, người đã mở rộng nó. Năm 1428, lâu đài bị người Hussites chiếm đóng trong cuộc đấu tranh không thành công của họ cho tự do tôn giáo (1419-1434). Sau đó nó đã bị chiếm giữ bởi các hiệp sĩ cướp. Năm 1484, họ bị trục xuất và lâu đài bị phá hủy. Vào thế kỷ XVI, quyền sở hữu được chuyển cho Czettritz family giàu có. Trong Chiến tranh ba mươi năm (1618-1648), lâu đài đã bị quân đội Thụy Điển đốt cháy trong quá trình can thiệp vào cuộc xung đột đó. (2) Theo nguồn khác, quyền sở hữu được thông qua bởi các phương tiện không xác định. Lâu đài bị chiếm đóng liên tiếp bởi nhiều gia đình khác nhau; cụ thể là Zeispercek, A. von Grunau và Czettritz, và được mở rộng hơn nữa. (3) Theo một nguồn tin khác, vào năm 1408, lâu đài được mua lại bởi Alexander von Grunau, và vào năm 1429 bởi Ulrich Seydlitz family. Năm 1466, lâu đài bị tàn phá nặng nề bởi quân đội Hussite. Nó được phỏng đoán rằng sau đó nó đã được sửa chữa và cải thiện. Lâu đài đã bị phá hủy một lần nữa bởi quân đội Thụy Điển trong Chiến tranh ba mươi năm. Sau đó, nó (tức là không sớm hơn thế kỷ 17) được tiếp quản bởi gia đình Czettritz. (4) Theo một nguồn tin khác, sau cái chết của Agnes, lâu đài đã trở thành tài sản của nhà vua Bohemia, người đã truyền lại nó cho hai gia đình hiệp sĩ, von Grunau và von Czettritz. Lâu đài đã bị hư hại trong Chiến tranh Hussite. Sau đó nó đã được sửa chữa và tăng cường. Năm 1643, quân đội Thụy Điển đã phá hủy nó. Sau khi kết thúc Chiến tranh ba mươi năm, gia đình Czettritz đã đòi lại lâu đài, nhưng không sửa chữa nó. Đá đã được gỡ bỏ và sử dụng trong các tòa nhà khác.
Các lời giải thích sau này cũng không dễ để thống nhất.. (2) Theo một tài khoản khác, lâu đài đã bị bỏ hoang vào khoảng năm 1800. (3) Theo một tài khoản khác, chính quyền vào đầu thế kỷ 18 và 19 đã ra lệnh phá hủy lâu đài. (4) Theo một tài khoản khác, lâu đài đã bị hủy hoại trong nhiều năm do đá bị lấy đi và sử dụng ở nơi khác. Năm 1830, những gì còn lại của lâu đài được truyền lại cho gia đình von Zieten.
Một số công việc bảo tồn và tái thiết được thực hiện trong thế kỷ XIX và giữa các cuộc chiến tranh thế giới. Những nỗ lực đó đã bị phá hủy trong cuộc chiến năm 1945 cho đến khi kết thúc Thế chiến II. Đã có nhiều nỗ lực gần đây để bảo tồn trang web, và để quảng bá nó như một điểm thu hút khách du lịch.

## Mô tả
Lâu đài được xây dựng bằng sa thạch địa phương. Các bức tường của nó không đều, và thích nghi với địa hình sườn đồi. Thiết kế ban đầu dường như bao gồm một lối vào phía tây kiên cố và một bức tường bao quanh gần như hình vuông, với một hình tròn Bergfried khoảng 10 m (33 ft)     đường kính ở góc đông nam; cũng như một tòa nhà dân cư có chiều cao ít nhất hai tầng ở góc đối diện. Các yếu tố quân sự hơn nữa đã được thêm vào sau đó. Nó được bảo vệ bởi một con hào khô. Các bộ phận được bảo quản tốt nhất là tháp, các mảnh của bức tường, phần còn lại của cổng và một phần của một trong các tòa nhà dân cư.